# Louis Guy LeBlanc
Pour les articles homonymes, voir LeBlanc.
Louis Guy LeBlanc (23 janvier 1921-10 novembre 1990) est un agent d'assurances, arpenteur-géomètre, ingénieur-conseil en foresterie et homme politique fédéral du Québec.
Né à Saint-Gabriel dans la région du Bas-Saint-Laurent, Louis Guy LeBlanc devient député du Parti libéral du Canada dans la circonscription fédérale de Rimouski en 1965. Réélu en 1968, il est défait en 1972 par le créditiste Eudore Allard.
Le fonds d'archives de Guy LeBlanc est conservé au centre d'archives de Rimouski de Bibliothèque et Archives nationales du Québec. 